# Panimerus goodi
Panimerus goodi is een muggensoort uit de familie van de motmuggen (Psychodidae). De wetenschappelijke naam van de soort is voor het eerst geldig gepubliceerd in 1992 door Vaillant & Withers.